# Majid Samii

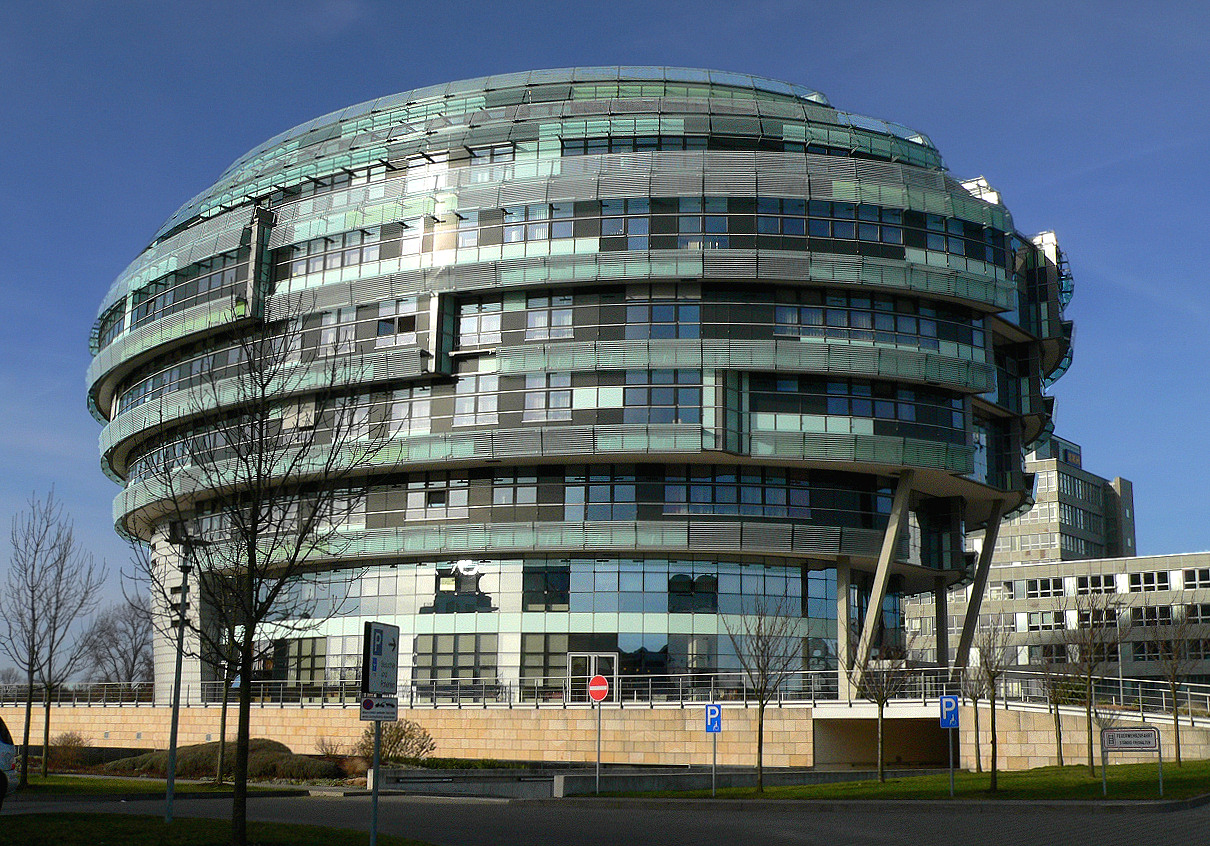
L'Istituto Internazionale di Neuroscienza (INI) ad Hannover, fondato nel 2000 da Samii.

Majid Samii (latinizzazione di Majid Samiêi, in persiano مجید سمیعی; Teheran, 19 giugno 1937) è un medico neurochirurgo e ricercatore iraniano naturalizzato tedesco.

## Biografia
Nato a Teheran nel 1937, si trasferisce in Germania dopo aver completato gli studi delle scuole superiori, frequentando l'Università di Magonza e laureandosi nel 1964.
Assistente del prof. Kurt Schürmann dal 1965, nel 1967 presentò il primo microscopio appositamente progettato per la neurochirurgia, specializzandosi in tale disciplina nel 1970.
Arrivando a pubblicare decine di libri specialistici e 500 pubblicazioni scientifiche, e arrivando a ricoprire incarichi dirigenziali di alto livello in molte istituzioni neurochirurgiche internazionali, diventa presidente della World Federation of Neurosurgical Societies (WFNS) dal 1997 al 2001, legandosi in particolare alla città di Hannover, dove fonda l'International Neuroscience Institute (INI) nel 2000 (e ne è attualmente (2023) in costruzione uno gemello nella sua città natale, il più grande centro di neurochirurgia al mondo), di cui è diventato presidente.

## Onorificenze
Nel 2011 è stata creata una medaglia in suo onore dalla WFNS stessa, concessa ogni due anni a neurochirurghi che siano distinti per meriti eccezionali.